# Израильско-марокканский мирный договор
Израильско-марокканский мирный договор — договор о нормализации отношений между Государством Израиль и Королевством Марокко, о заключении которого президент США Дональд Трамп объявил 10 декабря 2020 года.
Марокко стала шестой арабской страной, заключившей мирный договор с Израилем (после Египта (1979), Иордании (1994), ОАЭ (2020), Бахрейна (2020) и Судана (2020)) и четвёртой страной, сделавшей это в 2020 году (после ОАЭ, Бахрейна и Судана), присоединившись таким образом к «Соглашениям Авраама».

## Предыстория и предпосылки
В отличие от остальных арабских стран, заключивших с Израилем соглашения о нормализации ранее, между королевством и еврейским государством официальные дипломатические отношения уже были установлены. После подписания соглашений в Осло в Марокко несколько лет работало израильское посольство, однако с началом второй интифады отношения были прерваны по инициативе марокканской стороны.
Тем не менее, неформальные отношения между странами поддерживались всё это время. Переговоры о нормализации отношений также велись непрерывно. По мнению обозревателя газеты «Хаарец» Цви Барэля, одним из факторов заключения соглашения стали дружеские отношения между «новым другом Израиля» наследным принцем ОАЭ Мухаммедом бен Заидом и королем Марокко Мохаммедом VI, которые они унаследовали от своих отцов. ОАЭ являются крупнейшим инвестором в экономику Марокко, а также поддерживают требование королевства признать его суверенитет над Западной Сахарой.
Несмотря на отсутствие формальных отношений между странами, обе страны тесно сотрудничали в последние годы в разных областях. Израильские туристы могли официально посещать Марокко, а король Мухаммед VI стал одним из первых правителей в арабском мире, который занялся реставрацией синагог в стране и даже посетил одну из них.
Политологи также сходятся во мнении, что нормализация отношений между Марокко и Израилем также является звеном цепи, в которой умеренные суннитские арабские страны объединяются против растущего влияния Ирана в регионе.

## История
Как и в случае с ОАЭ, Бахрейном и Суданом, США выступили посредником в сделке о нормализации отношений между двумя странами. Американский президент Дональд Трамп заявил, что Марокко признало независимость США в 1777 году. Поэтому его страна признает суверенитет королевства над Западной Сахарой.
Само африканское королевство ожидает и от Израиля признания своего суверенитета над Западной Сахарой. Кроме того ожидается и поддержка Израиля при голосовании по этому вопросу в международных организация, например, в ООН.
22 декабря 2020 года американо-израильская делегация вылетела в Марокко для подписания двусторонних соглашений о нормализации отношений. Это первый в истории прямой рейс между Израилем и Марокко. Алжир и Тунис закрыли своё воздушное пространство для пролёта израильского самолёта. Израильскую делегацию возглавил глава Совета национальной безопасности Меир Бен-Шабат. Главы американской делегации — советники президента США Дональда Трампа Джаред Кушнер и Ави Беркович. В этот же день во дворце короля Мухаммеда VI в Рабате состоялось подписание первых соглашений между Марокко и Израилем: так, были подписаны соглашение об авиасообщении, безвизовом режиме для обладателей дипломатических паспортов, о сотрудничестве в финансовой и водной сферах.
26 декабря 2020 года состоялся телефонный разговор между израильским премьером Биньямином Нетаньяху и марокканским королём Мухаммадом VI. Стороны обсудили недавно подписанное двустороннее соглашение. Нетаньягу пригласил монарха посетить еврейское государство с официальным визитом.

## Реакция других стран
- Алжир. Государство заявило, что решение США признать марокканский суверенитет «не имеет никакого правового эффекта, поскольку идёт вразрез с резолюциями Совбеза ООН по Западной Сахаре»[14].
- Бахрейн. Король Бахрейна Хамад ибн Иса Аль Халифа поздравил короля Марокко Мухаммада VI с нормализацией отношений с Израилем и с американским признанием суверенитета Марокко над Западной Сахарой[15].
- Египет. Президент Абд аль-Фаттах ас-Сиси заявил, что «это важный шаг для стабилизации региона и регионального сотрудничества»[15].
- ОАЭ. Правительство ОАЭ приветствовало этот шаг, заявив, что «этот суверенный шаг является важным вкладом в наши общие усилия по достижению стабильности, процветания и длительного и справедливого мира в регионе»[15].
- Россия. Российский МИД заявил, что признание США суверенитета Марокко над Западной Сахарой противоречит международному праву[16].

## Сотрудничество

### Туризм и авиасообщение
По заявлению марокканского короля Мухаммеда VI, его страна намеревается открыть прямое сообщение с Израилем для привлечения туристов в обоих направлениях.
21 января 2021 года было подписано соглашение о прямом авиасообщении между двумя странами. Оно предусматривает прямые полёты из Израиля во все международные аэропорты в Марокко, без ограничения количества рейсов и пассажиров, а также до 10 грузовых рейсов в каждую из сторон.

## Последствия
Помимо американского признания марокканского суверенитета над Западной Сахарой, США также поставят Марокко ряд вооружений в рамках этой сделки, среди которых будут четыре разведывательно-ударных БПЛА MQ-9B, которые стоят на вооружении армии США. Другие источники сообщают, что оружейная сделка между США и Марокко оценивается в $1 млрд: в её рамках будут поставлены также новейшее американское вооружение, беспилотники типа Sky Guardian, ракеты Hellfire, самолёты и другое сверхточное вооружение.